# Huntumbrug
De Huntumbrug (brug 1041) is een bouwkundig kunstwerk in Amsterdam-Zuidoost.
Het viaduct werd gebouwd in de Karspeldreef een belangrijke verkeersroute voor snelverkeer die van oost naar west door het stadsdeel loopt. Het overspant het Bijlmerpleinpad, een voet- en fietspad dat van noord naar zuid door het stadsdeel slingert. Bouw van het viaduct was nodig voor de handhaving van de twee verkeersstromen (snel- en langzaam verkeer). Het genoemde pad legt de verbinding tussen de wijken Rechte H-buurt (met flat Hogevecht) en de wijk Huntum (met straat Huntum). Die laatste wijk werd haar naamgever, die haar naam weer ontleent aan een patriciërshuis bij Vreeland.
De brug uit 1966/1967 is ontworpen door Dirk Sterenberg van de Dienst der Publieke Werken. Sterenberg ontwierp een veelvoud aan bruggen voor deze nieuwe wijk en brug 1041 maakt deel uit van een serie bruggen met eenzelfde uiterlijk. Herkenpunten zijn daarbij de afgeronde randplaten, de vorm van de keermuren, de betegeling daarvan en de leuningen. Tot slot is er dan nog de bijzondere vorm van het schakelkastje dat midden onder het viaduct staat en aansluit bij genoemd tegelwerk. De overspanning is ruim dertig meter lang en twintig meter breed.

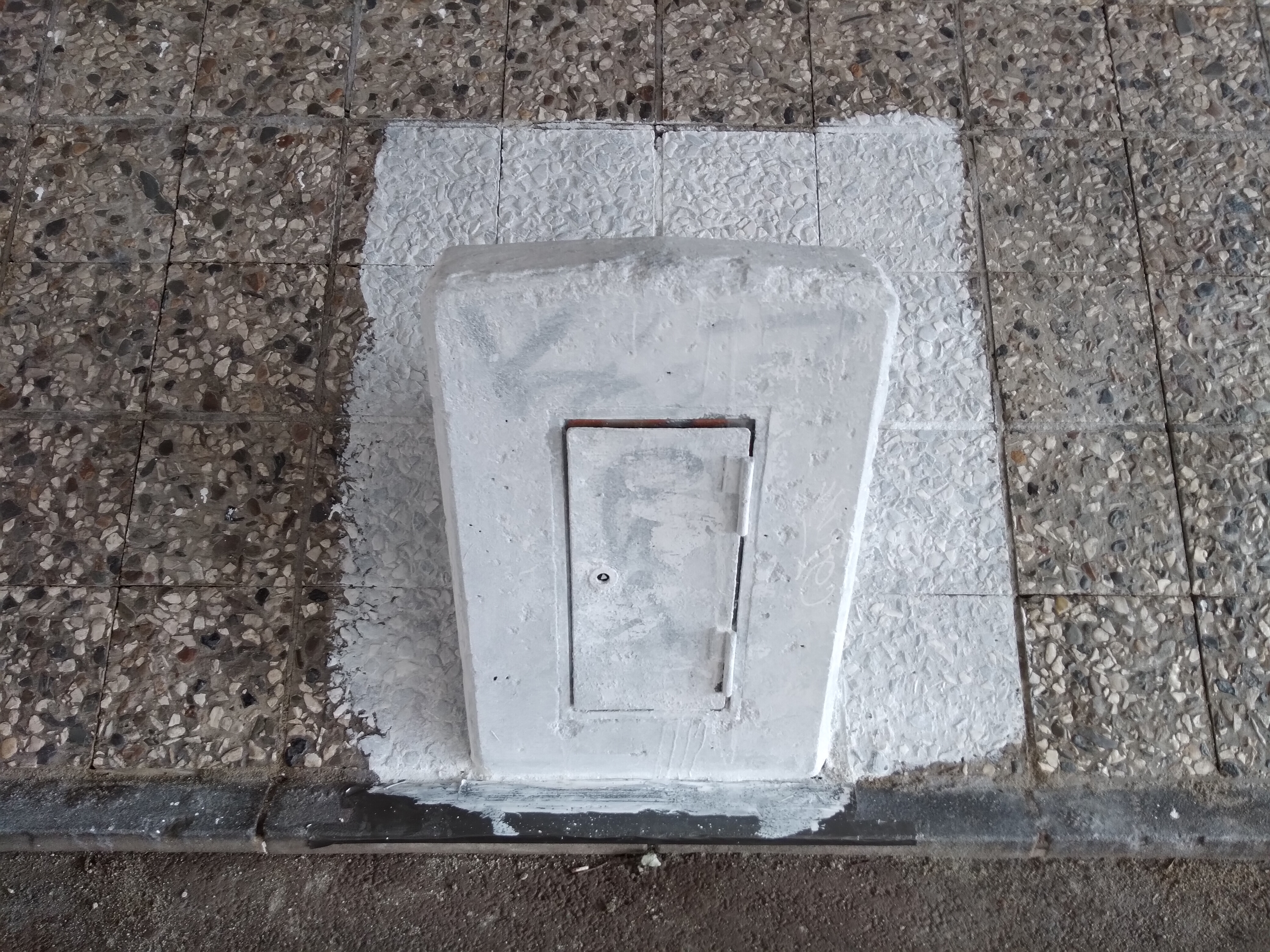
Schakelkastje (augustus 2021)

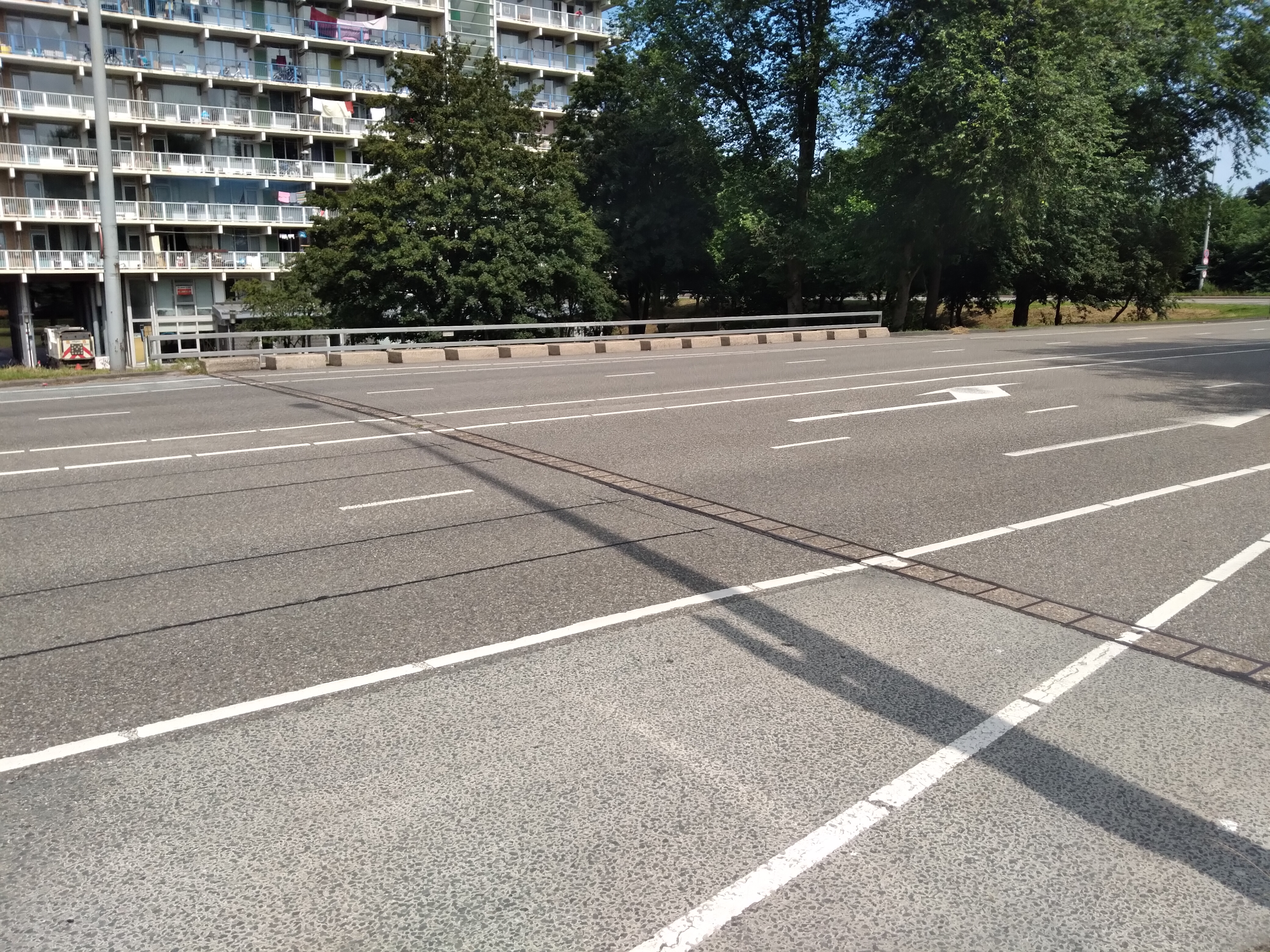
Bovenzijde viaduct (augustus 2021)

<<< · 1000 · 1001 · 1002 · 1003 · 1004 · 1005 · 1006 · 1007 · 1008 · 1009 · 1010 · 1011 · 1012 · 1013 · 1014 · 1018 · 1028 · 1029 · 1030 · 1032 · 1033 · 1034 · 1035 · 1036 · 1037 · 1038 · 1039 · 1040 · 1041 · 1044 · 1045 · 1046 · 1048 · 1049 · 1050 · 1051 · 1062 · 1063 · 1064 · 1065 · 1066 · 1067 · 1076 · 1077 · 1078 · 1083 · 1090 · 1092 · 1093 · 1094 · 1095 · 1096 · 1097 · 1098 · 1099 · >>>
Brugnummers  1015, 1016, 1017, 1019, 1020, 1021, 1022, 1023, 1024, 1025, 1026, 1027, 1031, 1042, 1043, 1047, 1052/1053 (niet gebouwd), 1054, 1055, 1056, 1057, 1058, 1059, 1060, 1061, 1068, 1069-1075, 1079, 1080, 1081, 1082, 1084-1088, 1089 en 1091 (onbekend) zijn niet meer vergeven. De meesten daarvan zijn gesloopt in verband met sanering Zuidoost. Alle bruggen lagen en liggen in Zuidoost behalve bruggen 1000 en 1002.